# Tepic
Tepic  è la città capitale dello Stato di Nayarit, nel Messico centrale.
Al censimento del 2005 possedeva una popolazione di 295 204 abitanti.

## Amministrazione

### Gemellaggi
- Paramount, USA
- La Habana Vieja, Cuba, la parte più antica della capitale L'Avana.
- Compostela, Messico